# Simplonpass
Przełęcz Simplon (niem. Simplonpass, wł. Passo del Sempione) – przełęcz położona 2005 m n.p.m. u podnóża szczytu Staldhorn w masywie Weissmies w Alpach Pennińskich. Stanowi umowną granicę między Alpami Pennińskimi i Alpami Lepontyńskimi. Biegnie przez nią drogowa trasa europejska.
Kilka kilometrów dalej na wschód znajduje się tunel kolejowy wydrążony w masywie Monte Leone w Alpach Lepontyńskich, na wysokości 634–705 m n.p.m., liczący 19,8 km długości i łączący miasta Brig-Glis i Domodossola (Szwajcarię i Włochy). Tunel uważany jest za jedno z większych osiągnięć inżynierii lądowej XIX wieku (oddano go do użytku w roku 1906), a przez blisko 50 lat uważany był za najdłuższy tunel świata (w 2006 r. tunele Simplon I oraz Simplon II zajmowały 5. i 6. miejsce w rankingu). Jednotorowy tunel zaprojektował Alfred Brandt. Prace nad budową rozpoczęto już w 1899 roku, drążąc jednocześnie z dwóch stron, by spotkać się 24 lutego 1905 r. W 1922 roku oddano do użytku drugą (osobną) linię kolejową pozwalającą na jednoczesny ruch dwukierunkowy.

## Galeria

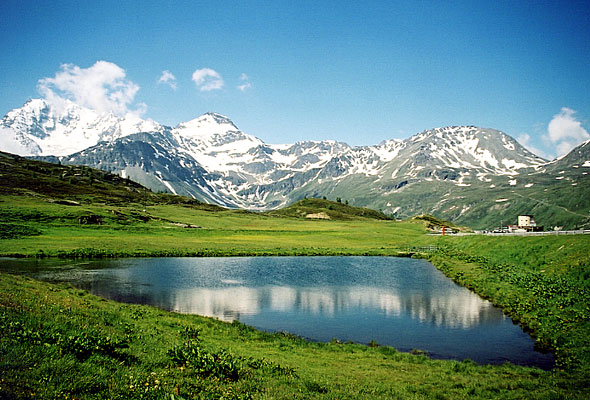
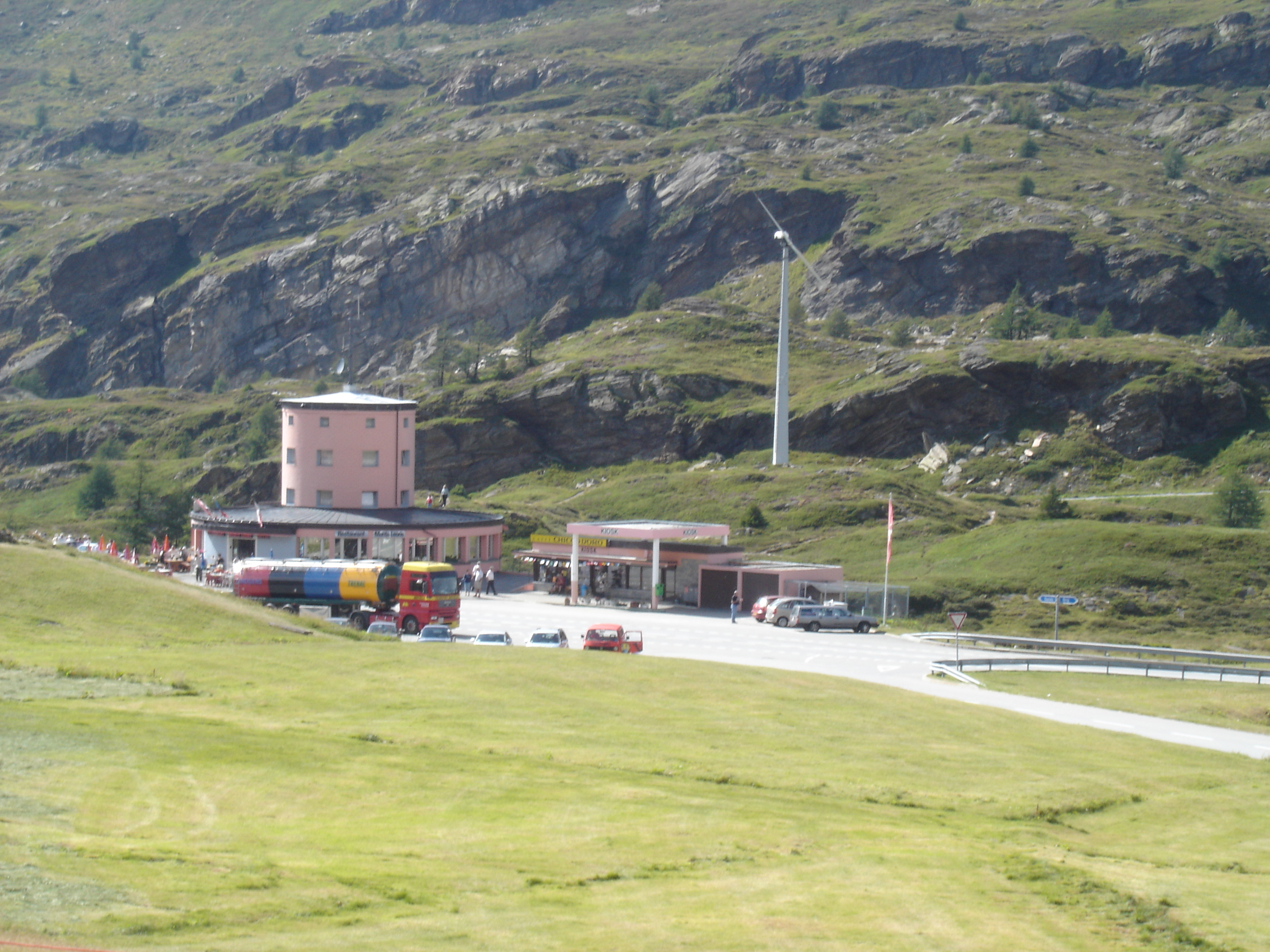
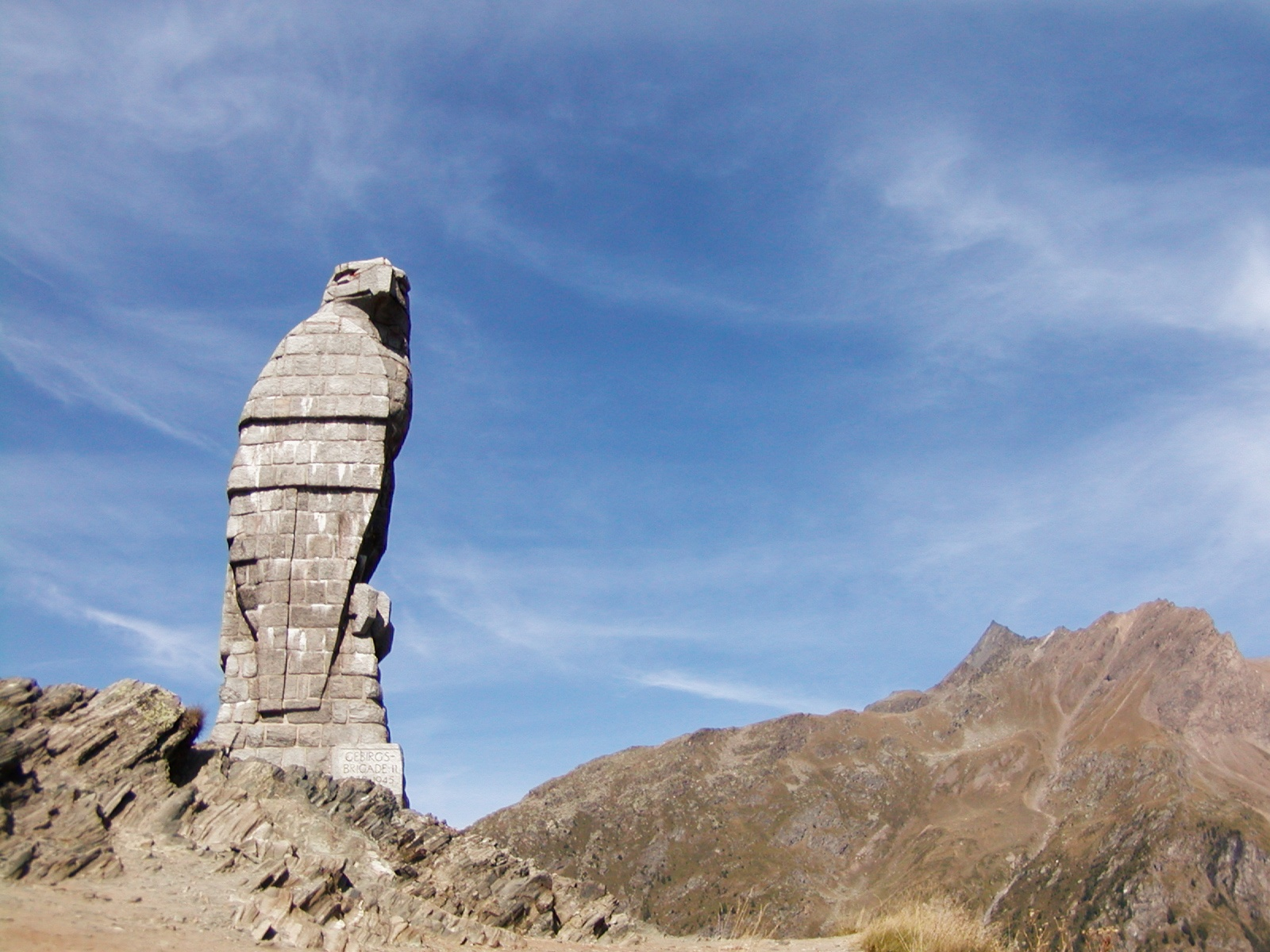